# Egzaminy urzędnicze w Chinach

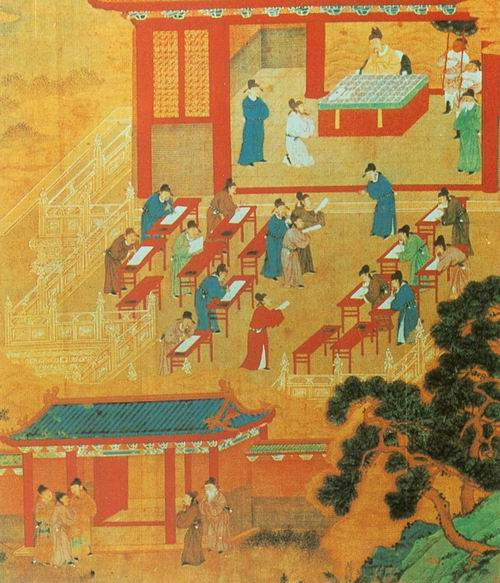
Egzamin za czasów dynastii Song

Egzaminy urzędnicze (chin. upr. 科举; chin. trad. 科舉; pinyin kējǔ) – tradycyjny system państwowych egzaminów urzędniczych w cesarskich Chinach. Wprowadzony w 596 roku, przetrwał niemal do końca cesarstwa. Stanowił podstawę rekrutacji urzędników w cesarskich Chinach aż do jego zniesienia w 1905 roku. Wpływ tego systemu wykraczał poza Chiny, stanowiąc źródło podobnych praktyk w Azji Wschodniej. Wykorzystywano go w Wietnamie w latach 1075-1919, w Korei w latach 958-1894, a także w Japonii między VIII a XII wiekiem. 

## Historia
Pierwsze egzaminy urzędnicze jako formę rekrutacji nowych kadr wprowadzono już za panowania dynastii Han w I wieku p.n.e., kiedy stworzono sekwencyjny system, w którym kandydaci do służby w rządzie centralnym byli najpierw rekomendowani przez lokalnych urzędników, a następnie egzaminowani przez ministrów na szczeblu centralnym. Ostatecznie ustandaryzowany system egzaminów ukształtował się dopiero za dynastii Sui w 596 roku. Największy rozwój systemu nastąpił za panowania dynastii Song (960-1127), kiedy kējǔ przybrał formę, gdzie wprowadzono trzyletni cykl egzaminacyjny, stworzono szkoły przygotowujące kandydatów oraz zastosowano mechanizmy anonimizacji prac.  
Początkowo egzaminy były ustne, później wprowadzono także część pisemną. Od przystępujących do egzaminów wymagano znajomości ksiąg konfucjańskich oraz komentarzy do nich, sztuki kaligrafii i recytacji, cytatów z dzieł klasyków, a także umiejętności układania wierszy i pisania pracy na zadany temat z użyciem określonej liczby znaków chińskiego pisma. Temat pracy obejmował głównie poezję i prozę, sięgano jednak często także do tematyki klasycznej. Z czasem głównym fundamentem egzaminu stał się Czteroksiąg konfucjański, do którego od czasów dynastii Yuan jedyną zatwierdzoną interpretacją były komentarze Zhu Xi.

## System trzystopniowy

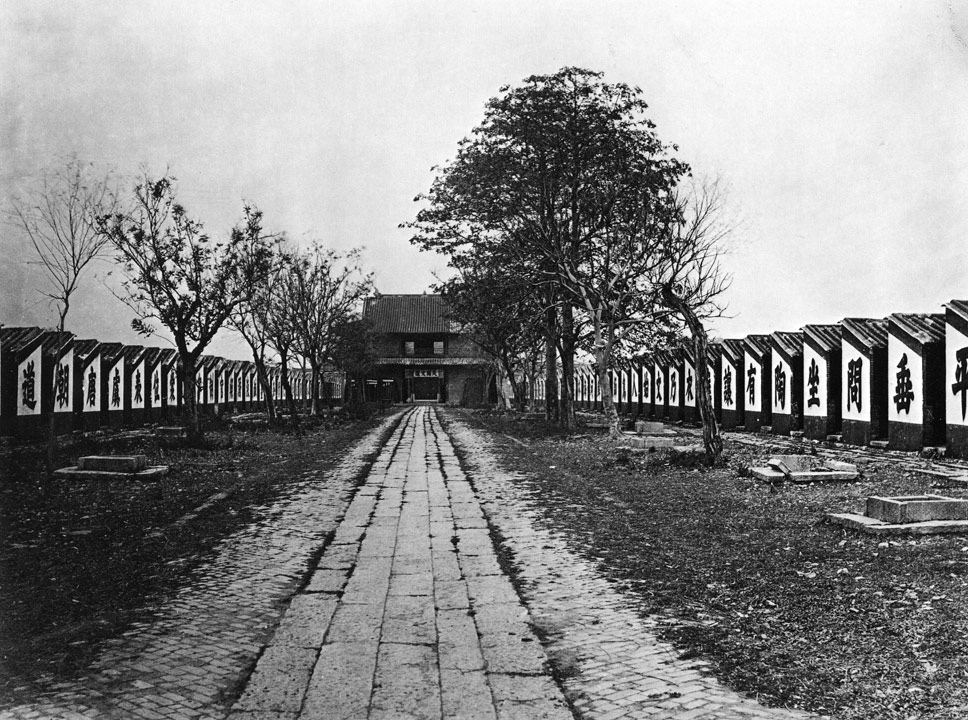
Obóz egzaminacyjny w Kantonie

W okresie panowania dynastii Tang system egzaminów został znacznie rozszerzony i podzielony na trzy stopnie: xiucai, mingjing i jinshi. 
Egzaminy wstępne odbywały się w poszczególnych prowincjach, egzamin główny natomiast w historycznej stolicy Chang’an. Z czasem wprowadzono także dodatkowe egzaminy pałacowe w stolicy państwa, celem wyłonienia "ludzi o szczególnych zdolnościach". Egzaminy pałacowe obejmowały wiedzę z zakresu fizyki, matematyki, retoryki, kaligrafii, a także znajomość dokumentów urzędowych.
Ostateczny kształt egzaminy cesarskie uzyskały za panowania dynastii Ming i Qing. W czasach dynastii Qing przed dotychczasowymi egzaminami na szczeblu prowincjonalnym i centralnym wprowadzono egzaminy powiatowe. Egzamin powiatowy odbywał się w dwóch etapach: pod nadzorem urzędnika powiatowego i pod nadzorem prefekta w stolicy powiatu. 
Po zdaniu pierwszej części egzaminu powiatowego uzyskiwało się nienaukowy stopień tongshen, który uprawniał dopiero do ubiegania się o stopień naukowy. Pierwszym stopniem naukowym był xiucai (秀才), uzyskiwany po zdaniu egzaminu u prefekta. Tytuł juren (舉人) uzyskiwało się po zdaniu trzystopniowego egzaminu prowincjonalnego, który odbywał się co trzy lata i trwał trzy dni. Po uzyskaniu tytułu juren można było ubiegać się o dopuszczenie do egzaminu państwowego w stolicy, który również był trzystopniowy, trwał trzy dni i odbywał się co trzy lata. Po zdaniu egzaminu państwowego uzyskiwało się tytuł jinshi (進士). Uprawniał on do ubiegania się o udział w egzaminie specjalnym, po którym uzyskiwało się członkostwo Cesarskiej Akademii Nauk.

## Wady
Niezwykle restrykcyjne egzaminy urzędnicze sprawdzały jedynie wiedzę humanistyczną kandydatów. Przygotowanie do egzaminów wymagało wieloletnich studiów nad klasycznymi księgami, z całkowitym pominięciem doskonalenia zdolności administracyjnych. System ten powodował, że mandarynami zostawali najczęściej uzdolnieni malarze i poeci, niemający żadnej wiedzy o zarządzaniu państwem.